# ناوچه کلاس امرلد
ناوچه کلاس امرلد (به انگلیسی: Emerald-class corvette) یک کلاس از کشتی است که طول آن ۲۲۰ فوت (۶۷٫۱ متر) می‌باشد.